# Athetis uliginosa
Athetis uliginosa là một loài bướm đêm trong họ Noctuidae.